# Aaadonta kinlochi
Espèce
Statut de conservation UICN

 CR  : 
En danger critique
Aaadonta kinlochi est une espèce de mollusques, gastéropodes terrestres de la famille des Endodontidae. Cet escargot est endémique des Palaos, où il était connu à Angaur et sur l’île d’Ulong. S’il existe encore, il est menacé par la destruction et la modification de son habitat forestier tropical humide de plaine.

## Systématique
L'espèce Aaadonta kinlochi a été décrite en 1976 par le malacologiste américain Alan Solem (d) (1931-1990) sur la base de près de 180 spécimens tous découverts à Angaur. Une trentaine seulement étaient adultes, les autres spécimens étant des juvéniles et douze seulement ont été capturés vivants.

## Étymologie
Son épithète spécifique, kinlochi, lui a été donnée en l'honneur de George G. Kinloch.

### Publication originale
- (en) Alan Solem, Endodontoid land snails from Pacific Islands (Mollusca : Pulmonata : Sigmurethra). Part I, Family Endodontidae, Chicago, Field Museum of Natural History, 1976, 540 p. (OCLC 30717826, DOI 10.5962/BHL.TITLE.2554, lire en ligne).